# Король Иордании
Король Иордании (араб. ملك الأردن‎) — глава Иордании, согласно Конституции Королевства. Монархия в Иордании была введена в 1921 году с помощью Великобритании. Хотя Иордания является конституционной монархией, король наделён значительными исполнительными и законодательными полномочиями. Он является Верховным главнокомандующим Вооружёнными силами Иордании и назначает премьер-министра и директоров органов безопасности. Он также назначает членов верхней палаты, Сената, а также членов Конституционного суда.

## История
Сыновья Хусейна ибн Али из династии Хашимитов стали королями Ирака и Иордании. Абдалла ибн Хусейн был сначала назначен эмиром Трансиордании 11 апреля 1921 года, а с предоставлением независимости стране 25 мая 1946 года был провозглашён королём Хашимитского Королевства Трансиордании. Название страны было изменено на Иорданское Хашимитское Королевство 3 апреля 1949 года, после арабо-израильской войны 1948 года.

## Конституционные права и обязанности
Король Иордании:
- является главой государства и пользуется неприкосновенностью от любой ответственности и обязанности;
- является главой исполнительной власти, так как по Конституции исполнительная власть в стране принадлежит Королю, который осуществляет свои полномочия через своих министров в соответствии с положениями настоящей Конституции;
- является главой судебной системы страны; судебная власть является независимой и осуществляется судами различных видов и уровней. Все решения должны приниматься в соответствии с законом и провозглашаться от имени Короля;
- при вступлении на престол принимает присягу перед Национальной Ассамблеей, которая созывается под руководством Спикера Сената. В присяге Король обещает уважать и соблюдать Конституцию и быть преданным нации;
- ратифицирует законы и обнародует их. Он управляет принятием подзаконных актов, которые могут быть необходимыми для исполнения законов, при условии, что эти акты не являются несовместимыми с положениями законов;
- является Верховным главнокомандующим сухопутных, морских и воздушных сил;
- объявляет войну, заключает мир и ратифицирует договоры. Договоры, которые влекут за собой финансовые обязательства казначейства или оказывают влияние на публичные или личные права граждан Иордании, не становятся действительными, до одобрения Национальной Ассамблеей. Ни при каких обстоятельствах в любом договоре или соглашении не должны содержаться секретные условия, которые противоречат открытым условиям;
- издаёт приказы о проведении выборов в Палату Депутатов в соответствии с положениями закона;
- созывает Национальную Ассамблею, открывает, закрывает, и продлевает срок её действия в соответствии с положениями Конституции;
- может распускать Палату Депутатов;
- может распускать Сенат или лишать сенаторов их членства;
- назначает Премьер-министра и может снимать его с должности или принять его отставку. Он назначает министров, он также снимает их с должности или принимает их отставку, по рекомендации Премьер-министра;
- назначает членов Сената, назначает Спикера из их числа и принимает их отставку;
- создаёт, присуждает и отменяет гражданские и военные звания, медали и почётные звания. Он может делегировать эти полномочия другому лицу согласно специальному закону;
- валюта должна чеканиться от имени Короля в соответствии с законом;
- ни один смертный приговор не должен быть исполнен, кроме как после утверждения Королём. Каждый подобный приговор должен предоставляться Королю Советом Министров вместе с их мнением по данному вопросу;
- король осуществляет полномочия, возложенные на него королевским указом. Каждый такой указ должен быть подписан Премьер-министром, министром или соответствующими министрами. Король выражает своё согласие, поставив свою подпись над выше указанными подписями.

## Королевские резиденции
Дворец Рагадан (официальная резиденция), дворец Сагир, дворец Басман, дворец Надва, дворец Баб-ас-Салам, дворец Захран, дворец Мусалла (зимняя резиденция) и дворец Мава.

## Список эмиров Трансиордании
| Изображение | Имя                          | Дата рождения | Правил с      | Правил до   | Дата смерти         | Примечания                                              |
| ----------- | ---------------------------- | ------------- | ------------- | ----------- | ------------------- | ------------------------------------------------------- |
|             | Абдалла I Абдалла ибн Хусейн | февраль 1882  | 1 апреля 1921 | 25 мая 1946 | 20 июля 1951 (убит) | В 1946 году сменил титул эмира на титул короля Иордании |

## Список королей Иордании
| Изображение | Имя                           | Дата рождения   | Правил с        | Правил до                             | Дата смерти         | Примечания                               |
| ----------- | ----------------------------- | --------------- | --------------- | ------------------------------------- | ------------------- | ---------------------------------------- |
|             | Абдалла I Абдалла ибн Хусейн  | февраль 1882    | 25 мая 1946     | 20 июля 1951 (убит)                   | 20 июля 1951 (убит) | До 1921 года — эмир Трансиордании        |
|             | Талал Талал ибн Абдалла       | 26 февраля 1909 | 20 июля 1951    | 11 августа 1952 (отрёкся от престола) | 7 июля 1972         | Сын предыдущего                          |
|             | Хусейн I Хусейн ибн Талал     | 14 ноября 1935  | 11 августа 1952 | 7 февраля 1999                        | 7 февраля 1999      | Сын короля Талала, племянник предыдущего |
|             | Абдалла II Абдалла ибн Хусейн | 30 января 1962  | 7 февраля 1999  | Ныне здравствует                      | Ныне здравствует    | Сын предыдущего                          |